# Great Coxwell
Great Coxwell – wieś w Anglii, w hrabstwie Oxfordshire, w dystrykcie Vale of White Horse. Leży 28 km na południowy zachód od Oksfordu i 104 km na zachód od Londynu. W 2001 miejscowość liczyła 274 mieszkańców.